# 500 kilomètres de Brno FIA GT 2000
Navigation
Édition suivante
Les 500 kilomètres de Brno 2000 FIA GT (Mistrovství FIA Grand Turismo 2000), disputées le 17 septembre 2000 sur le circuit de Masaryk, sont la neuvième manche du championnat FIA GT 2000.

## Course

### Classement de la course
| Pos.   | Catégorie | N° | Écurie                        | Pilotes                                               | Châssis                   | Pneus | Tours/Abandon |
| Pos.   | Catégorie | N° | Écurie                        | Pilotes                                               | Moteur                    | Pneus | Tours/Abandon |
| ------ | --------- | -- | ----------------------------- | ----------------------------------------------------- | ------------------------- | ----- | ------------- |
| 1      | GT        | 25 | Carsport Holland              | Mike Hezemans David Hart                              | Chrysler Viper GTS-R      | M     | 73            |
| 1      | GT        | 25 | Carsport Holland              | Mike Hezemans David Hart                              | Chrysler 8.0L V10         | M     | 73            |
| 2      | GT        | 14 | Lister Storm Racing           | Jamie Campbell-Walter Julian Bailey                   | Lister Storm              | M     | 73            |
| 2      | GT        | 14 | Lister Storm Racing           | Jamie Campbell-Walter Julian Bailey                   | Jaguar 7.0L V12           | M     | 73            |
| 3      | GT        | 15 | Lister Storm Racing           | Nicolaus Springer Philippe Favre                      | Lister Storm              | M     | 73            |
| 3      | GT        | 15 | Lister Storm Racing           | Nicolaus Springer Philippe Favre                      | Jaguar 7.0L V12           | M     | 73            |
| 4      | GT        | 12 | Paul Belmondo Racing          | Boris Derichebourg Vincent Vosse                      | Chrysler Viper GTS-R      | D     | 73            |
| 4      | GT        | 12 | Paul Belmondo Racing          | Boris Derichebourg Vincent Vosse                      | Chrysler 8.0L V10         | D     | 73            |
| 5      | GT        | 3  | Freisinger Motorsport         | Hubert Haupt Wolfgang Kaufmann                        | Porsche 911 GT2           | D     | 72            |
| 5      | GT        | 3  | Freisinger Motorsport         | Hubert Haupt Wolfgang Kaufmann                        | Porsche 3.8L Turbo Flat-6 | D     | 72            |
| 6      | GT        | 11 | Paul Belmondo Racing          | Paul Belmondo Claude-Yves Gosselin                    | Chrysler Viper GTS-R      | D     | 72            |
| 6      | GT        | 11 | Paul Belmondo Racing          | Paul Belmondo Claude-Yves Gosselin                    | Chrysler 8.0L V10         | D     | 72            |
| 7      | N-GT      | 52 | Larbre Compétition Chéreau    | Christophe Bouchut Patrice Goueslard                  | Porsche 911 GT3-R         | M     | 71            |
| 7      | N-GT      | 52 | Larbre Compétition Chéreau    | Christophe Bouchut Patrice Goueslard                  | Porsche 3.6L Flat-6       | M     | 71            |
| 8      | N-GT      | 77 | RWS Red Bull Racing           | Luca Riccitelli Dieter Quester                        | Porsche 911 GT3-R         | M     | 71            |
| 8      | N-GT      | 77 | RWS Red Bull Racing           | Luca Riccitelli Dieter Quester                        | Porsche 3.6L Flat-6       | M     | 71            |
| 9      | N-GT      | 53 | Larbre Compétition Chéreau    | Ferdinand de Lesseps André Ahrlé                      | Porsche 911 GT3-R         | M     | 70            |
| 9      | N-GT      | 53 | Larbre Compétition Chéreau    | Ferdinand de Lesseps André Ahrlé                      | Porsche 3.6L Flat-6       | M     | 70            |
| 10     | GT        | 4  | Freisinger Motorsport         | Ernst Palmberger Cyril Chateau                        | Porsche 911 GT2           | D     | 70            |
| 10     | GT        | 4  | Freisinger Motorsport         | Ernst Palmberger Cyril Chateau                        | Porsche 3.8L Turbo Flat-6 | D     | 70            |
| 11     | N-GT      | 79 | RWS Red Bull Racing           | Bob Wollek Hans-Jörg Hofer                            | Porsche 911 GT3-R         | M     | 70            |
| 11     | N-GT      | 79 | RWS Red Bull Racing           | Bob Wollek Hans-Jörg Hofer                            | Porsche 3.6L Flat-6       | M     | 70            |
| 12     | N-GT      | 60 | Haberthur Racing              | Michel Ligonnet Michael Neugarten                     | Porsche 911 GT3-R         | D     | 70            |
| 12     | N-GT      | 60 | Haberthur Racing              | Michel Ligonnet Michael Neugarten                     | Porsche 3.6L Flat-6       | D     | 70            |
| 13     | N-GT      | 55 | ART Engineering               | Constantino Bertuzzi Pierangelo Masselli              | Porsche 911 GT3-R         | P     | 70            |
| 13     | N-GT      | 55 | ART Engineering               | Constantino Bertuzzi Pierangelo Masselli              | Porsche 3.6L Flat-6       | P     | 70            |
| 14     | GT        | 22 | Wieth Racing                  | Niko Wieth Franz Wieth                                | Porsche 911 GT2           | D     | 70            |
| 14     | GT        | 22 | Wieth Racing                  | Niko Wieth Franz Wieth                                | Porsche 3.8L Turbo Flat-6 | D     | 70            |
| 15     | GT        | 27 | Autorlando                    | Marco Spinelli Gabriele Sabatini Fabio Villa          | Porsche 911 GT2           | P     | 68            |
| 15     | GT        | 27 | Autorlando                    | Marco Spinelli Gabriele Sabatini Fabio Villa          | Porsche 3.8L Turbo Flat-6 | P     | 68            |
| 16     | GT        | 8  | Haberthur Racing              | Roberto Orlandi Mauro Casadei Manfred Jurasz          | Porsche 911 GT2           | D     | 68            |
| 16     | GT        | 8  | Haberthur Racing              | Roberto Orlandi Mauro Casadei Manfred Jurasz          | Porsche 3.8L Turbo Flat-6 | D     | 68            |
| 17     | GT        | 7  | Proton Competition            | Gerold Ried Christian Ried                            | Porsche 911 GT2           | Y     | 68            |
| 17     | GT        | 7  | Proton Competition            | Gerold Ried Christian Ried                            | Porsche 3.6L Turbo Flat-6 | Y     | 68            |
| 18     | N-GT      | 57 | ART Engineering               | Paolo Rapetti Franco Bertoli                          | Porsche 911 GT3-R         | P     | 67            |
| 18     | N-GT      | 57 | ART Engineering               | Paolo Rapetti Franco Bertoli                          | Porsche 3.6L Flat-6       | P     | 67            |
| 19     | GT        | 21 | Racing Box                    | Luca Cappellari Raffaele Sangiuolo Gabriele Matteuzzi | Chrysler Viper GTS-R      | D     | 66            |
| 19     | GT        | 21 | Racing Box                    | Luca Cappellari Raffaele Sangiuolo Gabriele Matteuzzi | Chrysler 8.0L V10         | D     | 66            |
| 20 DNF | N-GT      | 51 | Pennzoil Quaker State G-Force | Richard Nearn Geoff Lister                            | Porsche 911 GT3-R         | D     | 53            |
| 20 DNF | N-GT      | 51 | Pennzoil Quaker State G-Force | Richard Nearn Geoff Lister                            | Porsche 3.6L Flat-6       | D     | 53            |
| 21 DNF | GT        | 24 | Reiter Engineering            | Michael Trunk Bernhard Müller                         | Lamborghini Diablo GT     | M     | 28            |
| 21 DNF | GT        | 24 | Reiter Engineering            | Michael Trunk Bernhard Müller                         | Lamborghini 6.0L V12      | M     | 28            |
| 22 DNF | N-GT      | 50 | Pennzoil Quaker State G-Force | Nigel Smith Magnus Wallinder                          | Porsche 911 GT3-R         | D     | 19            |
| 22 DNF | N-GT      | 50 | Pennzoil Quaker State G-Force | Nigel Smith Magnus Wallinder                          | Porsche 3.6L Flat-6       | D     | 19            |
| 23 DNF | GT        | 16 | First Racing                  | Fabien Giroix Jean-Denis Delétraz                     | Ferrari 550 Maranello     | D     | 12            |
| 23 DNF | GT        | 16 | First Racing                  | Fabien Giroix Jean-Denis Delétraz                     | Ferrari 6.0L V12          | D     | 12            |
| 24 DNF | GT        | 23 | KRT Lamborghini Racing        | Josef Jobst Günther Kronseder                         | Lamborghini Diablo GT     | M     | 8             |
| 24 DNF | GT        | 23 | KRT Lamborghini Racing        | Josef Jobst Günther Kronseder                         | Lamborghini 6.0L V12      | M     | 8             |